# Canton de Cognin
Le canton de Cognin est une ancienne division administrative française, située dans le département de la Savoie et la région Rhône-Alpes.
Il disparait en 2015 à la suite du redécoupage cantonal de 2014.

## Composition
Le canton de Cognin regroupe les communes suivantes :
| Nom                 | Code Insee | Intercommunalité  | Superficie (km2) | Population (dernière pop. légale) | Densité (hab./km2) |
| ------------------- | ---------- | ----------------- | ---------------- | --------------------------------- | ------------------ |
| Cognin              | 73087      | CA Grand Chambéry | 4,48             | 6 027 (2014)                      | 1 345              |
| Jacob-Bellecombette | 73137      | CA Grand Chambéry | 2,47             | 3 861 (2014)                      | 1 563              |
| Montagnole          | 73160      | CA Grand Chambéry | 11,30            | 830 (2014)                        | 73                 |
| Saint-Cassin        | 73228      | CA Grand Chambéry | 14,79            | 765 (2014)                        | 52                 |
| Saint-Sulpice       | 73281      | CA Grand Chambéry | 8,82             | 789 (2014)                        | 89                 |
| Vimines             | 73326      | CA Grand Chambéry | 14,23            | 1 940 (2014)                      | 136                |

## Représentation
| Période                                  | Période | Identité        | Étiquette | Qualité                                                               |
| ---------------------------------------- | ------- | --------------- | --------- | --------------------------------------------------------------------- |
| 1985                                     | 2008    | Jean Fressoz    | DVG       | Inspecteur des impôts retraité Maire de Cognin (1971-2001)            |
| 2008                                     | 2015    | Lionel Mithieux | MoDem     | Maire de Vimines (2001-2020) Elu en 2015 dans le Canton de Chambéry-3 |
| Les données manquantes sont à compléter. |         |                 |           |                                                                       |

## Démographie
| 1982   | 1990   | 1999   |
| ------ | ------ | ------ |
| 11 230 | 11 600 | 13 018 |